# Municipio de Clay (condado de Ralls)
El municipio de Clay (en inglés: Clay Township) es un municipio ubicado en el condado de Ralls en el estado estadounidense de Misuri. En el año 2010 tenía una población de 2765 habitantes y una densidad poblacional de 19,47 personas por km².

## Geografía
El municipio de Clay se encuentra ubicado en las coordenadas 39°38′4″N 91°28′58″O / 39.63444, -91.48278. Según la Oficina del Censo de los Estados Unidos, el municipio tiene una superficie total de 142 km², de la cual 140,77 km² corresponden a tierra firme y (0,87 %) 1,23 km² es agua.

## Demografía
Según el censo de 2010, había 2765 personas residiendo en el municipio de Clay. La densidad de población era de 19,47 hab./km². De los 2765 habitantes, el municipio de Clay estaba compuesto por el 97,72 % blancos, el 0,65 % eran afroamericanos, el 0,04 % eran amerindios, el 0,33 % eran asiáticos, el 0,18 % eran de otras razas y el 1,08 % eran de una mezcla de razas. Del total de la población el 0,9 % eran hispanos o latinos de cualquier raza.